# Вальдеморо-Сьєрра
Вальдеморо-Сьєрра (ісп. Valdemoro-Sierra) — муніципалітет в Іспанії, у складі автономної спільноти Кастилія-Ла-Манча, у провінції Куенка. Населення — 142 особи (2010).
Муніципалітет розташований на відстані близько 170 км на схід від Мадрида, 31 км на схід від Куенки.

## Демографія
Динаміка населення (INE ):